# Rivery
Rivery (picardisch Rivroé) ist eine nordfranzösische Gemeinde mit 3609 Einwohnern (Stand 1. Januar 2022) im Département Somme in der Region Hauts-de-France. Die Gemeinde liegt im Arrondissement Amiens, ist Mitglied im Gemeindeverband Amiens Métropole und gehört zum Kanton Amiens-3. Die Bewohner werden Riverains und Riveraines genannt.

## Geographie

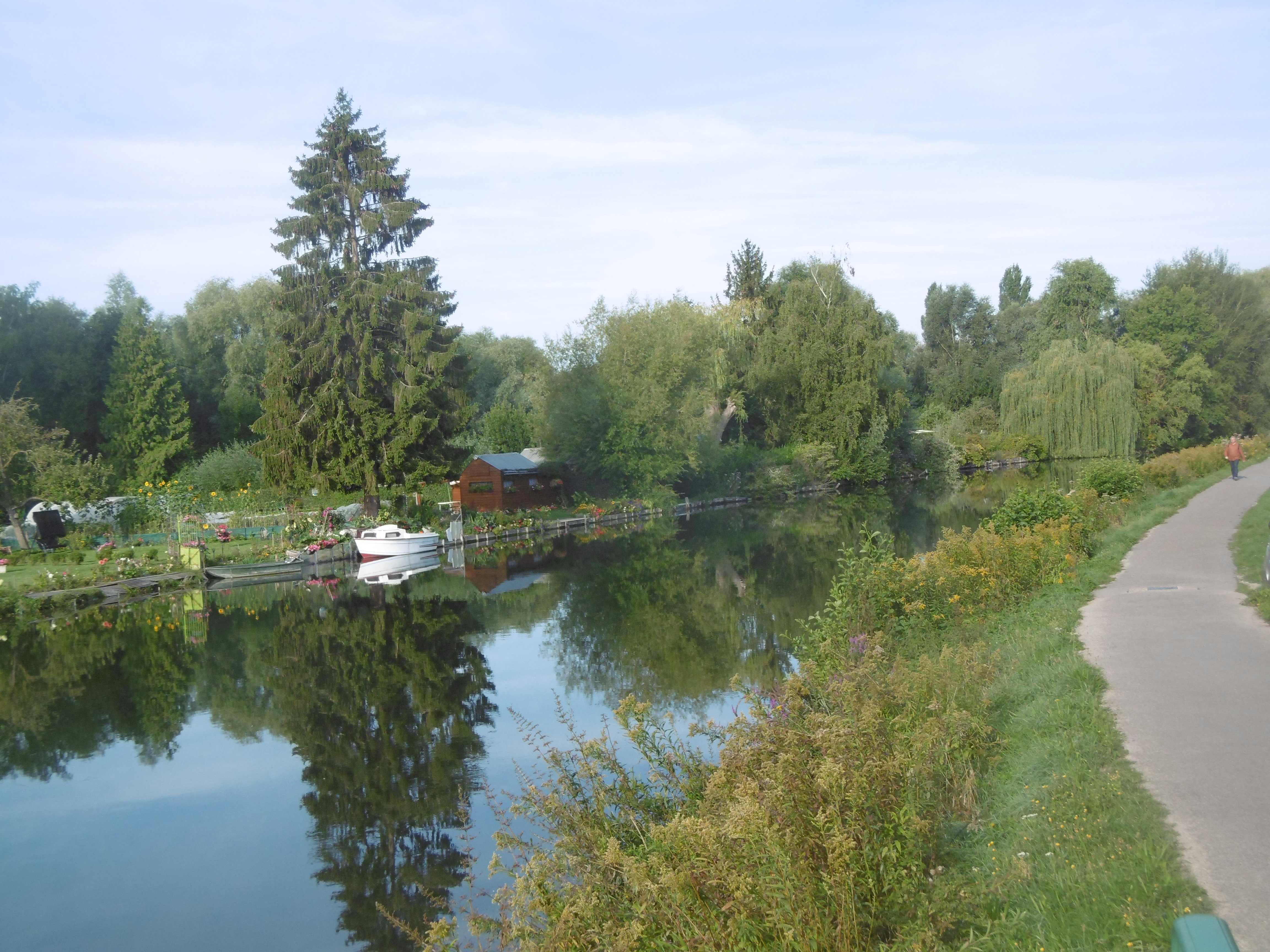
Somme-Kanal bei Rivery

Rivery liegt in der Picardie und ist eine Vorstadt von Amiens am rechten (nördlichen) Ufer der Somme, von dessen Zentrum es in ostnordöstlicher Richtung rund zwei Kilometer entfernt ist. Das Gemeindegebiet wird von der Route nationale 25, die einen Teil des Schnellstraßenrings von Amiens bildet, durchzogen und erstreckt sich im Norden bis an die Departementsstraße D 919. Die Hortillonages von Amiens liegen teilweise in der Gemeinde. Zu Rivery gehört das Gewerbegebiet La Haute Borne zu beiden Seiten der Departementsstraße D 929 nach Albert.
Umgeben wird Rivery von den drei Nachbargemeinden:
|        | Allonville                                  |       |
|        | Kompassrose, die auf Nachbargemeinden zeigt | Camon |
| Amiens |                                             |       |

## Geschichte
Die nördlich von Amiens gelegene Gemeinde wurde erstmals 1105 als älteste Weide der Kastellanei von Picquigny erwähnt. Anschließend war es mehrere Jahrhunderte lang dem Domkapitel der Kathedrale von Amiens unterstellt. Reste der Erdwälle aus der Belagerung von Amiens durch Heinrich IV. im Jahr 1597 sind noch sichtbar. Die Stadt wurde 1637 von den Spaniern bis auf die Grundmauern niedergebrannt, litt jedoch im Gegensatz zu anderen Städten kaum unter der Besetzung durch fremde Armeen in den Jahren 1816 und 1871. Am Vorabend des Ersten Weltkriegs arbeiteten viele Kleingärtner, Kleinbauern und Arbeiter in den Werkstätten von Amiens.
Seit den 1970er Jahren hat sich das Gesicht von Rivery mit dem Rückgang der Gemüseanbautätigkeit völlig verändert. Das stadtnahe Wachstum findet entlang der zum Plateau führenden Hänge statt, während sich die Aktivitätszone in voller Entwicklung entlang der Hauptverkehrsachsen, insbesondere der nördlichen Ringautobahn, befindet.

## Einwohner
| 1962 | 1968 | 1975 | 1982 | 1990 | 1999 | 2006 | 2013 | 2020 |
| ---- | ---- | ---- | ---- | ---- | ---- | ---- | ---- | ---- |
| 2680 | 3411 | 3402 | 3287 | 3366 | 3400 | 3171 | 3437 | 3623 |

## Verwaltung
Bürgermeister (maire) ist seit 2014 Bernard Bocquillon.

## Sehenswürdigkeiten
Die 1960 errichtete Pfarrkirche Saint-Geoffroy ist eine Sehenswürdigkeit.